# Fundulus
Fundulus Lacepède, 1803 è un genere di pesci d'acqua dolce e salmastra comprendente 38 specie della famiglia Fundulidae.

## Tassonomia
- Fundulus albolineatus C. H. Gilbert, 1891 (estinto)
- Fundulus bermudae Günther, 1874
- Fundulus bifax Cashner & Rogers, 1988
- Fundulus blairae Wiley & D. D. Hall, 1975
- Fundulus catenatus (D. H. Storer, 1846)
- Fundulus chrysotus (Günther, 1866)
- Fundulus cingulatus Valenciennes, 1846
- Fundulus confluentus Goode & T. H. Bean, 1879
- Fundulus diaphanus (Lesueur, 1817)

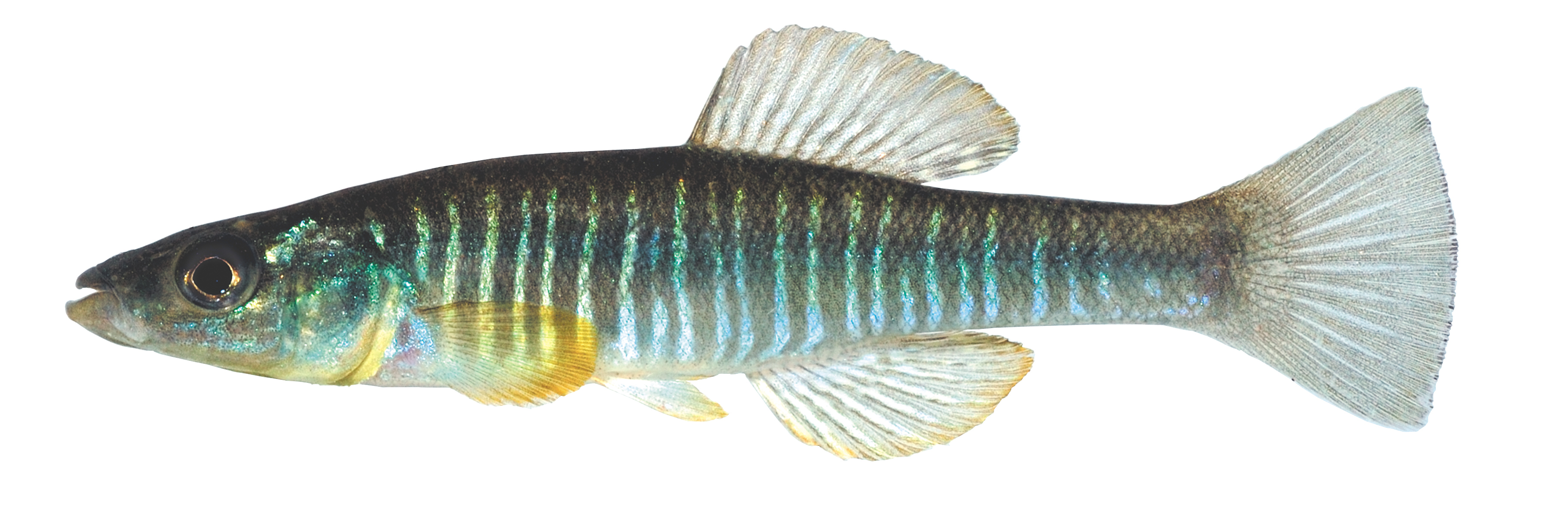
Fundulus waccamensis

  - Fundulus diaphanus diaphanus (Lesueur, 1817)
  - Fundulus diaphanus menona D. S. Jordan & Copeland, 1877
- Fundulus dispar (Agassiz, 1854)
- Fundulus escambiae (Bollman, 1887)
- Fundulus euryzonus Suttkus & Cashner, 1981
- Fundulus grandis S. F. Baird & Girard, 1853
- Fundulus grandissimus C. L. Hubbs, 1936
- Fundulus heteroclitus (Linnaeus, 1766)
  - Fundulus heteroclitus heteroclitus (Linnaeus, 1766)
  - Fundulus heteroclitus macrolepidotus (Walbaum, 1792)
- Fundulus jenkinsi (Evermann, 1892)
- Fundulus julisia J. D. Williams & Etnier, 1982
- Fundulus kansae Garman, 1895
- Fundulus lima Vaillant, 1894
- Fundulus lineolatus (Agassiz, 1854)
- Fundulus luciae (S. F. Baird, 1855)
- Fundulus majalis (Walbaum, 1792)
- Fundulus notatus (Rafinesque, 1820)
- Fundulus notti (Agassiz, 1854)
- Fundulus olivaceus (D. H. Storer, 1845)
- Fundulus parvipinnis Girard, 1854
- Fundulus persimilis R. R. Miller, 1955
- Fundulus philpisteri García-Ramírez, Contreras-Balderas & Lozano-Vilano, 2007
- Fundulus pulvereus (Evermann, 1892)
- Fundulus rathbuni D. S. Jordan & Meek, 1889
- Fundulus relictus Able & Felley, 1988
- Fundulus rubrifrons (D. S. Jordan, 1880)
- Fundulus saguanus Rivas, 1948
- Fundulus sciadicus Cope, 1865
- Fundulus seminolis Girard, 1859
- Fundulus similis (S. F. Baird & Girard, 1853)
- Fundulus stellifer (D. S. Jordan, 1877) (Southern studfish)
- Fundulus waccamensis C. L. Hubbs & Raney, 1946
- Fundulus zebrinus D. S. Jordan & C. H. Gilbert, 1883